# 保利剧院

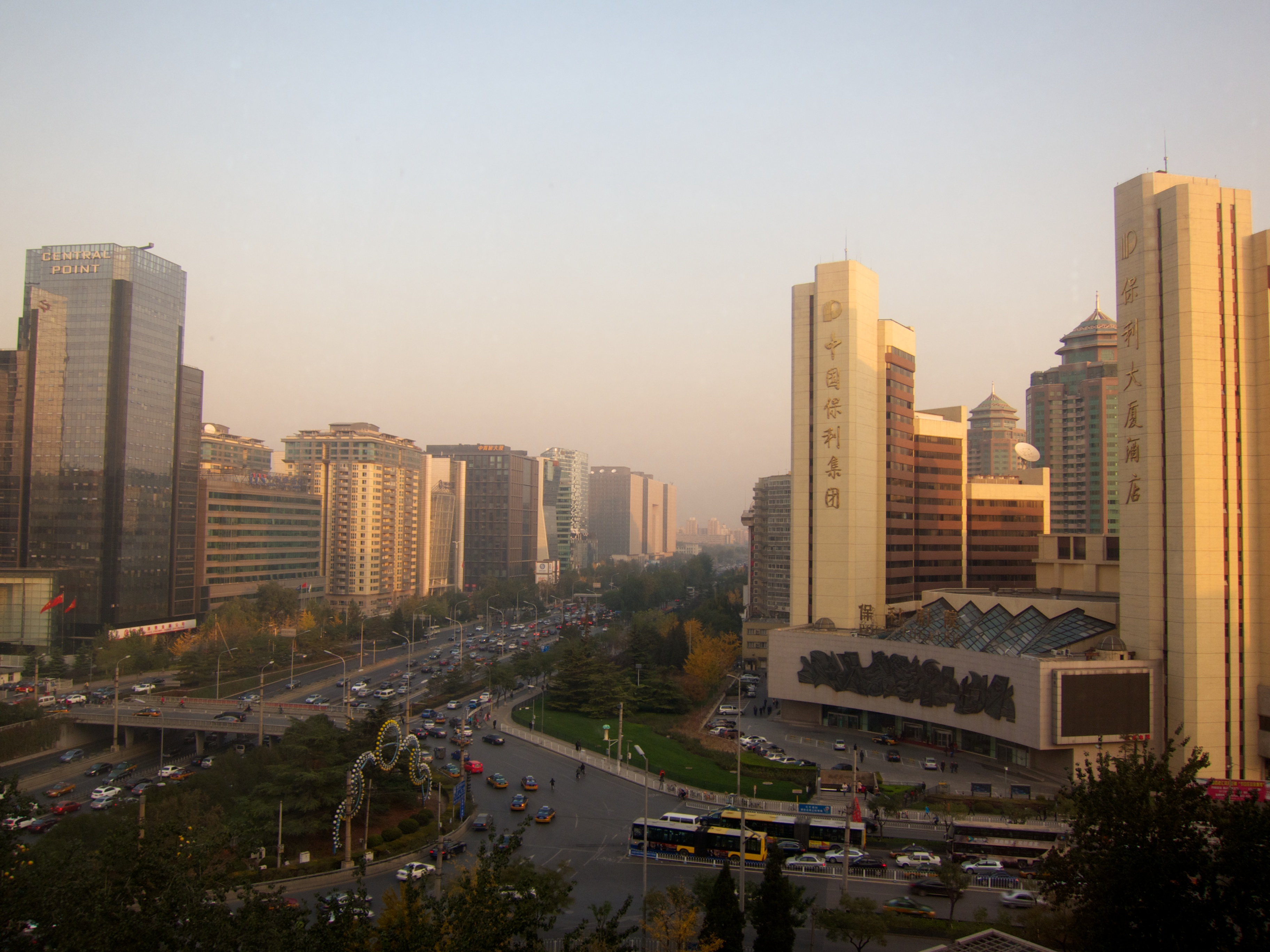
图片右侧为保利剧院

保利剧院，位于北京市东城区东直门南大街14号，由中国保利集团公司下属的北京保利剧院管理有限公司管理。

## 简介
保利剧院自1991年起正式承接对外演出。1999年12月起，中国保利集团公司对该剧院全面装修改造，2000年10月完工并重新开业。
经过2000年的改造，该剧院可接待大型歌剧、音乐剧、交响乐、芭蕾舞等各种艺术形式的演出。
保利剧院的观众厅上下两层共设有1500个座位，其中包括一层的2个VIP包厢，以及二层的8个露台包厢。

## 北京保利剧院管理有限公司
北京保利剧院管理有限公司成立于2003年10月。是国内唯一形成产业链布局的剧院管理企业。截至2019年，剧院公司业务涉及全国21个省、58座城市，经营管理着66家剧院，拥有观众厅120余个，座位超过13万个，2018年演出量突破9100场，接待观众超900万人次，成为全国乃至世界最大的直营剧院院线。下设39个子公司、3个分公司，对下述42家公司、剧院经营管理：保利演出有限公司、保利广告有限公司、保利剧院建设工程咨询公司、东莞保利演艺团有限公司、北京保利剧院、中山公园音乐堂、上海东方艺术中心、东莞玉兰大剧院、武汉琴台大剧院、武汉琴台音乐厅、深圳保利剧院、河南艺术中心、惠州文化艺术中心、烟台大剧院、常州大剧院、重庆大剧院、泰州大剧院、温州大剧院、合肥大剧院、马鞍山大剧院、青岛大剧院、丽水大剧院、宁波文化广场大剧院、保利剧院管理有限公司山东分公司、内蒙古乌兰恰特、张家港大剧院、鲅鱼圈保利大剧院、无锡大剧院、宜春文化艺术中心大剧院、吉安文化艺术中心大剧院、常熟文化艺术中心大剧院、昆山文化艺术中心大剧院、邯郸文化艺术中心大剧院、大连国际会议中心大剧院、山西大剧院、宜兴大剧院、上海保利大剧院、潍坊文化艺术中心大剧院、威海会议中心大剧院、舟山普陀大剧院、厦门嘉庚剧院、南京青奥大剧院。